# Курганский сельсовет (Минская область)
Курга́нский сельсовет — административная единица на территории Смолевичского района Минской области Белоруссии. Административный центр — деревня Курганье.

## История
Образован в 1924 г.
В 2008 году деревня Алесино преобразована в агрогородок; административный центр Курганского сельсовета перенесён из деревни Курганье в агрогородок Алесино.

## Состав
Курганский сельсовет включает 24 населённых пункта:
- Алесино — агрогородок[1].
- Асташонки — деревня.
- Верхмень — деревня.
- Доброводка — деревня.
- Дубники — деревня.
- Дуброва — деревня.
- Журавок — деревня.
- Заболотье — деревня.
- Забродье — деревня.
- Замостье — деревня.
- Кленник — агрогородок.
- Кленник Низ — деревня.
- Курганье — деревня.
- Пелика — деревня.
- Подлипье — деревня.
- Потичево — деревня.
- Старая Дуброва — деревня.
- Старинка — деревня.
- Степша — деревня.
- Стриево — деревня.
- Студенка — деревня.
- Туры — деревня.
- Шипяны — деревня.
- Юровка — деревня.

Упразднённые населённые пункты на территории сельсовета:
- Аслесье — хутор.
- Розеди — хутор.
- Щурки — хутор.